# Antony Deschamps
Antoine-François-Marie Deschamps (Parigi, 12 marzo 1800 – Passy, 28 ottobre 1869) è stato un poeta e traduttore francese legato al romanticismo e traduttore parziale della Divina Commedia di Dante Alighieri in francese.

## Biografia
Antoine (o Antony) Deschamps nacque a Parigi, ed era il fratello di uno degli esponenti più rappresentativi del movimento romantico, Émile Deschamps, sul quale ebbe una certa influenza letteraria. Antony stesso scrisse alcune poesie, specialmente satire politiche, pubblicate nel 1831. La sua parziale traduzione in versi della Divina Commedia di Dante, pubblicata nel 1829, gli fece guadagnare una certa fama. Manifestò un sempre vivo interesse per l'Italia, traducendo La resurrezione di Manzoni e mantenendo contatti con i patrioti italiani. Lavorò anche con il suo amico Hector Berlioz, morendo nel 1869 dopo una lunga malattia nervosa.

## Opere
- La Divine Comédie de Dante Alighieri, tradotta in versi francesi
- Trois satires politiques, precedute da un prologo, 1831
- Les Italiennes, 1832
- Études sur l'Italie, 1834
- Dernières paroles, poesie, 1835
- Résignation, posie, 1839
- Poésies de Émile et Antoni Deschamps, 1841
- La Jeune Italie, 1844